# Carlotta Sesjak
Carlotta Sesjak (Witten, 24. travnja 2006.) hrvatsko-njemačka je nogometašica koja igra na položaju vratara. Trenutačno igra za SGS Essen.

## Klupska karijera
Sesjak je nogometnu karijeru započela sa 7 godina u VfL Gennebrecku za kojeg je igrala od 2013. do 2015. Nakon toga prešla je u SG Lütgendortmund za kojeg je igrala od 2015. do 2016. Godine 2016. prelazi u VfL Bochumza kojeg je igrala do 2022. Od 2022. nogometašica je SGS Essena.

### Reprezentativna karijera
Sesjak je od 2021. članica hrvatske ženske nogometne reprezentacije do 17 godina.
U listopadu 2022. Sesjak je debitirala za žensku U19 u utakmici protiv Azerbajdžana.

## Osobni život
Sesjak je od 2012. do 2016. pohađala Carolinenschule u Bochumu i od 2016. Ruhr-Gymnasium Witten. 